# Fekadu Bekele
Fekadu Bekele (1977) è un ex maratoneta etiope.

## Biografia
Nel 1996 ha partecipato ai Mondiali di mezza maratona, ritirandosi a gara in corso.

## Palmarès
| Anno | Manifestazione             | Sede             | Evento      | Risultato | Prestazione | Note |
| ---- | -------------------------- | ---------------- | ----------- | --------- | ----------- | ---- |
| 1996 | Mondiali di mezza maratona | Palma di Maiorca | Individuale | dnf       | dnf         |      |

## Altre competizioni internazionali
1997
- 5º alla Carrera Pedestre Popular Camiño de Santiago ( Santiago di Compostela), 11 km - 39'34"

1998
- Oro alla Maratona di Madrid ( Madrid) - 2h17'59"
- 5º alla Maratona di San Sebastián ( San Sebastián) - 2h17'34"
- Argento alla Mezza maratona di Avila ( Avila) - 1h04'38"
- Argento alla Mezza maratona di Talavera ( Talavera de la Reina) - 1h04'42"
- 5º alla Mezza maratona di Los Palacios y Villafranca ( Los Palacios y Villafranca) - 1h05'08"

1999
- 8º alla Maratona di Madrid ( Madrid) - 2h23'26"
- Bronzo al Cross San Juan Evangelista ( Sonseca) - 28'36"

2000
- 13º alla Maratona di San Sebastián ( San Sebastián) - 2h26'13"
- Argento alla Mezza maratona di Getafe ( Getafe) - 1h06'34"
- Oro alla Mezza maratona di Guadalajara ( Guadalajara) - 1h07'26"
- 4º alla Mezza maratona di Avila ( Avila) - 1h07'54"
- 12º alla Griefenseelauf ( Uster) - 1h07'09"
- Oro alla Vuelta Pedestre a Tres Cantos ( Madrid), 15 km - 46'03"

2001
- Bronzo alla Maratona di Lione ( Lione) - 2h19'52"
- Oro alla Maratona di Ibiza ( Santa Eulària des Riu) - 2h26'08"
- 9º alla Mezza maratona di Riba-roja de Túria ( Riba-roja de Túria) - 1h07'45"
- Argento alla Hellebardenlauf ( Sempach), 17,3 km - 54'27"
- 9º al Grand Prix von Bern ( Berna), 10 miglia - 51'50"

2002
- Bronzo alla Maratona di Madrid ( Madrid) - 2h18'00"
- Oro alla Maratona di Ibiza ( Santa Eulària des Riu) - 2h18'05"
- Bronzo alla Engadiner Sommerlauf ( Bever), 27 km - 1h30'32"
- 4º alla Hallwilerseelauf ( Beinwil am See) - 1h06'12"
- Bronzo alla Mezza maratona di Avila ( Avila) - 1h06'29"
- Bronzo alla Mezza maratona di Zamora ( Zamora) - 1h07'35"
- Oro alla Hellebardenlauf ( Sempach), 17,3 km - 52'58"
- 4º al Cross de San Andres ( Galdakao)  - 31'43"

2003
- Oro alla Maratona della Castiglia ( Ciudad Real) - 2h22'30"
- 4º alla Engadiner Sommerlauf ( Bever), 27 km - 1h34'10"
- Argento alla Mezza maratona di Avila ( Avila) - 1h08'02"

2004
- 10º alla Maratona d'Italia ( Carpi) - 2h20'46"
- 5º alla Maratona di Benidorm ( Benidorm) - 2h26'04"
- Bronzo alla Jungfrau Marathon ( Interlaken) - 3h01'54"
- 5º alla Engadiner Sommerlauf ( Bever), 27 km - 1h31'12"
- 7º alla Mezza maratona di Albacete ( Albacete) - 1h07'02"
- Bronzo alla Mezza maratona di Guadalajara ( Guadalajara) - 1h09'10"

2005
- Oro alla Maratona della Castiglia ( Ciudad Real) - 2h20'41"
- 8º alla Jungfrau Marathon ( Interlaken) - 3h15'26"
- 6º alla Engadiner Sommerlauf ( Bever), 27 km - 1h34'35"
- Bronzo alla Mezza maratona di Avila ( Avila) - 1h08'49"
- Argento alla Mezza maratona di Guadalajara ( Guadalajara) - 1h09'44"

2006
- Bronzo alla Maratona di Siviglia ( Siviglia) - 2h21'42"
- Oro alla Maratona di Langreo ( Langreo) - 2h22'51"
- Oro alla Maratona di Badajoz ( Badajoz) - 2h22'16"
- Argento alla Maratona della Castiglia ( Ciudad Real) - 2h25'35"
- Oro alla Maratona di Benidorm ( Benidorm) - 2h26'04"
- 7º alla Mezza maratona di Albacete ( Albacete) - 1h06'01"
- Argento alla Mezza maratona di Marchamalo ( Marchamalo) - 1h07'44"
- Oro alla Mezza maratona di Madrid ( Madrid) - 1h08'16"
- Oro alla Mezza maratona di Guadalajara ( Guadalajara) - 1h08'36"
- Argento alla Mezza maratona di Avila ( Avila) - 1h09'10"
- 6º al Cross San Silvestre de Beasain ( Beasain) - 26'44"

2007
- Bronzo alla Maratona di Benidorm ( Benidorm) - 2h29'43"
- 9º alla Mezza maratona di Cantalejo ( Cantalejo) - 1h08'58"
- 4º alla Mezza maratona di Motril ( Motril) - 1h09'48"
- Bronzo alla Mezza maratona di Avila ( Avila) - 1h11'40"